# Henry Allard
Karl Åke Henry Allard, né le 21 novembre 1911 à Örebro, mort le 23 octobre 1996 à Örebro, est un homme politique suédois (social-démocrate). Il a été président de la deuxième chambre de 1969 à 1970 et du parlement monocaméral de 1971 à 1979.

## Biographie
Henry Allard est le fils de Hjalmar Allard, ouvrier métallurgiste de la paroisse de Svennevad, et de Nelly, née Ljungqvist, d'Örebro,, le frère de Folke Allard et le grand-père de Markus Allard, un homme politique local d'Örebro.
Allard est conseiller municipal de 1938 à 1954, député de 1943 à 1979 (deuxième chambre de 1943 à 1970), président de la deuxième chambre de 1969 à 1970 et du parlement monocaméral de 1971 à 1979. Il a été réélu président en 1976 malgré la victoire des conservateurs aux élections.
Allard a été président du conseil du comté d'Örebro de 1958 à 1973 et président de son comité administratif de 1964 à 1970.
Allard est président de l'organe décisionnel de la Confédération suédoise des sports, le Conseil national des sports, de 1959 à 1969. Après la mort d'Henry Allard, la municipalité d'Örebro a décidé de rebaptiser l'ancien Central Park d'Örebro en Henry Allard Park.
Henry Allard est enterré au cimetière de Längbro à Örebro.